# Englische Cricket-Nationalmannschaft in Indien in der Saison 2005/06
Die Tour der englischen Cricket-Nationalmannschaft nach Indien in der Saison 2005/06 fand vom 1. März bis zum 15. April 2006 statt. Die internationale Cricket-Tour war Bestandteil der Internationalen Cricket-Saison 2005/06 und umfasste drei Tests und sieben ODIs. Indien gewann die ODI-Serie 5–1, während die Test-Serie 1–1 unentschieden endete.

## Vorgeschichte
Indien spielte zuvor eine Tour in Pakistan, ebenso wie England. Dabei verloren beide Mannschaften ihre Test-Serien, während Indien zumindest die ODI-Serie für sich entscheiden konnte.
Das letzte Aufeinandertreffen der beiden Mannschaften bei einer Tour fand in der Saison 2004 in England statt.

## Stadien
Die folgenden Stadien wurden für die Tour als Austragungsort vorgesehen und am 8. Dezember 2005 bekanntgegeben.
| Stadion                              | Stadt      | Kapazität | Spiele  |
| ------------------------------------ | ---------- | --------- | ------- |
| Feroz Shah Kotla                     | Delhi      | 48.000    | 1. ODI  |
| Nahar Singh Stadium                  | Faridabad  | 25.000    | 2. ODI  |
| Nehru Stadium                        | Guwahati   | 15.000    | 5. ODI  |
| Holkar Stadium                       | Indore     | 30.000    | 7. ODI  |
| Keenan Stadium                       | Jamshedpur | 19.000    | 6. ODI  |
| Jawaharlal Nehru Stadium             | Kochi      | 75.000    | 4. ODI  |
| Jawarharlal Nehru Stadium            | Margao     | 19.000    | 3. ODI  |
| Wankhede Stadium                     | Mumbai     | 33.000    | 3. Test |
| Punjab Cricket Association Stadium   | Mohali     | 35.000    | 2. Test |
| Vidarbha Cricket Association Stadium | Nagpur     | 45.000    | 1. Test |

## Kaderlisten
England benannte seine Kader am 13. Januar 2006.
Indien benannte seinen Test-Kader am 23. Februar und seinen ODI-Kader am 21. März 2006.
| Test | Test | ODI | ODI |
| Indien | England | Indien | England |
| --- | --- | --- | --- |
| - Rahul Dravid (K) - Plyush Chawla - Mahendra Singh Dhoni (wk) - Wasim Jaffer - Mohammad Kaif - Anil Kumble - VVS Laxman - Munaf Patel - Irfan Pathan - Virender Sehwag - Harbhajan Singh - Yuvraj Singh - Skanthakumaran Sreesanth - Sachin Tendulkar | - Andrew Flintoff (K) - James Anderson - Ian Bell - Ian Blackwell - Paul Collingwood - Alastair Cook - Stephen Harmison - Matthew Hoggard - Geraint Jones (wk) - Monty Panesar - Kevin Pietersen - Liam Plunkett - Owais Shah - Andrew Strauss - Shaun Udal | - Rahul Dravid (K) - Virender Sehwag (VK) - Ajit Agarkar - Mahendra Singh Dhoni (wk) - Gautan Gambhir - Mohammad Kaif - Dinesh Karthik - Munaf Patel - Irfan Pathan - Ramesh Powar - Suresh Raina - Rudra Singh - Harbhajan Singh - Vikram Singh - Yuvraj Singh - Skanthakumaran Sreesanth - Robin Uthappa - Yalaka Venugopal Rao | - Andrew Flintoff (K) - Andrew Strauss (VK) - Kabir Ali - James Anderson - Gareth Batty - Ian Bell - Ian Blackwell - Paul Collingwood - Matthew Hoggard - Geraint Jones (wk) - Sajid Mahmood - Kevin Pietersen - Liam Plunkett - Matt Prior (wk) - Owais Shah - Vikram Solanki |

## Tour Matches
| 18. – 20. Februar Scorecard | Mumbai (BS) | England XI 299 (89.3) & 265 (61.5) | – | Cricket Club of India President’s XI 251-10d (79.3) & 75 (26.2) |
|                             |             | England XI gewinnt mit 238 Runs    |   |                                                                 |

| 23. – 25. Februar Scorecard | Vadodara | England XI 238 (62.2) & 158 (65)                  | – | Indian Board President’s XI 342-8d (103.4) & 58-2 (17) |
|                             |          | Indian Board President’s XI gewinnt mit 8 Wickets |   |                                                        |

| 1. Juni Scorecard | Jaipur | Rajasthan Cricket Association President’s XI 260-6 (50)         | – | England XI 255 (49.5) |
|                   |        | Rajasthan Cricket Association President’s XI gewinnt mit 5 Runs |   |                       |

## Tests

### Erster Test in Nagpur
| 1. – 5. März Scorecard | Nagpur | England 393 (127.5) & 297-3d (87) | – | Indien 323 (136.5) & 260-6 (78.2) |
|                        |        | Remis                             |   |                                   |

### Zweiter Test in Mohali
| 9. – 13. März Scorecard | Mohali | Indien 300 (103.4) & 181 (76.1) | – | England 338 (96.2) & 144-1 (33) |
|                         |        | Indien gewinnt mit 9 Wickets    |   |                                 |

### Dritter Test in Mumbai
| 18. – 22. März Scorecard | Mumbai | England 400 (133.4) & 191 (92.4) | – | Indien 279 (104.1) & 100 (48.2) |
|                          |        | England gewinnt mit 212 Runs     |   |                                 |

## One-Day Internationals

### Erstes ODI in Delhi
| 28. März Scorecard | Delhi | Indien 203 (46.4)          | – | England 164 (38.1) |
|                    |       | Indien gewinnt mit 39 Runs |   |                    |

### Zweites ODI in Faridabad
| 31. März Scorecard | Faridabad | England 226 (49.5)           | – | Indien 230-6 (49) |
|                    |           | Indien gewinnt mit 4 Wickets |   |                   |

### Drittes ODI in Margao
| 3. April Scorecard | Margao | Indien 294-6 (50)          | – | England 245 (48.5) |
|                    |        | Indien gewinnt mit 49 Runs |   |                    |

### Viertes ODI in Kochi
| 6. April Scorecard | Kochi | England 237 (48.4)           | – | Indien 238-6 (47.2) |
|                    |       | Indien gewinnt mit 4 Wickets |   |                     |

### Fünftes ODI in Guwahati
| 9. April Scorecard | Guwahati | Indien         | – | England |
|                    |          | Spiel abgesagt |   |         |

Nachdem die Umpires das Spiel auf Grund von zu nassem Außenfeld abgesagt hatten, kam es auf den Zuschauerrängen zu Ausschreitungen, die die Polizei mit Tränengas entgegentrat.

### Sechstes ODI in Jamshedpur
| 12. April Scorecard | Jamshedpur | Indien 223 (48)               | – | England 227-5 (42.4) |
|                     |            | England gewinnt mit 5 Wickets |   |                      |

### Siebtes ODI in Indore
| 15. April Scorecard | Indore | England 288 (50)             | – | Indien 289-3 (49.1) |
|                     |        | Indien gewinnt mit 7 Wickets |   |                     |